# Twin Falls
Twin Falls er et vandfald ved floden Snake River i den amerikanske delstat Idaho. Vandfaldet, der har et fald på 61 meter, har givet navn til den nærliggende by Twin Falls.
Twin Falls var oprindeligt to vandfald, men bygning af en dæmning og et vandkraftværk ændrede flodens løb, og der er i dag kun et enkelt vandfald på stedet.  
42°35′21″N 114°21′25″V / 42.5892°N 114.357°V